# Micrurus spixii
Micrurus spixii este o specie de șerpi din genul Micrurus, familia Elapidae, descrisă de Johann Georg Wagler în anul 1824.

## Subspecii
Această specie cuprinde următoarele subspecii:
- M. s. spixii
- M. s. obscurus
- M. s. princeps